# 最终幻想XII角色列表
本列表列出在 《最终幻想XII》中登场的主要角色。

## 角色
梵（Vaan，聲：武田航平/小野賢章）
本作主人公。17歲。雷克斯的弟弟，蓄著金色的短髮，孤兒，名字有著「風」的意思（音近wind）。對帝國十分的憎恨，夢想著有一天擁有自己的飛空艇，成為在天空自由遨翔的空賊。
雅雪（Ashelia (Ashe) B'nargin Dalmasca，聲：園崎未惠）
19歲。達馬斯卡王國（Dalmasca）的公主，為達馬斯卡與納布拉迪亞締結政治聯姻。在戰爭中被救出，藏身解放軍中，負復國使命，踏上復仇之旅。達馬斯卡的唯一繼承人。
巴夫雷亞（Balthier，聲：平田廣明）
22歲。只針對惡人下手而聞名世界的義賊，其真實身份為席德博士之子。席德強迫巴夫雷亞去當審判長，巴夫雷亞因而逃出帝國。愛自稱「主人公」，被懸賞高額的獎金，愛機名為修德拉爾號。初登場時即自稱是「這個故事的主角」。
芙蘭（Fran，聲：深見梨加）
維拉族人（ヴィエラ族），精通劍與弓術，擁有敏銳的第六感。在50年前離開維拉族人的村子。對巴夫雷亞極為信賴。
巴修（Basch fon Ronsenburg，聲：小山力也）
36歲。前達馬斯卡將軍，加布拉斯的哥哥。果敢勇猛，精通各種武術。為了保護國王，而與雷克斯、渥斯勒前往救援，但不幸誤中圈套被逮。直到被梵一行人救出。
潘妮蘿（Penelo，聲：小澤真利奈）
16歲。和梵一樣是個孤兒，從小就跟梵一起長大。在道具店工作，因為個性開朗，工作認真，深受大家的喜愛。年紀比梵小但思想成熟。
渥斯勒（Vossler York Azelas，聲：寺杣昌紀）
與巴修同為前達馬斯卡騎士。戰爭爆發後，救出了艾雪，並一同組織解放軍。但為了復興達馬斯卡，竟然暗中和帝國合作。
雷克斯（Reks，聲：田坂秀樹）
死時17歲。梵的哥哥，為了保衛國家，雷克斯參加了志願軍，目擊達馬斯卡國王被巴修將軍殺害的經過。
萊斯拉（Rasler Heios Nabradia，聲：加瀬康之）
納布拉迪亞（現稱死都）的王子，為了加強和達馬斯卡的政治關係，而與雅雪結婚。但亞凱迪亞帝國攻陷納布拉迪亞，萊斯拉為了阻止帝國侵略達馬斯卡，也為了替父親報仇，而與將軍巴修前往那比納城塞阻止帝國，不幸被箭射死。
古拉米斯·蘇里多爾（Emperor Gramis Solidor，聲：柴田秀勝）
亞凱迪亞帝國的皇帝。
維因·卡達斯·蘇里多爾（Vayne Carudas Solidor，聲：飛田展男）
27歲。亞凱迪亞帝國皇帝的第三子，帝國第一繼承人。其兄長皆被其陷害而送命。外表上冷靜沉穩，其實是個為達目的不擇手段的人物，為了擺脫元老院的控制，殺害了自己的父親，篡奪王位。
拉薩·法爾那斯·蘇里多爾（Larsa Ferrinas Solidor，聲：今井由香）
12歲。亞凱迪亞帝國皇帝的第四子，維因的弟弟。頭腦十分聰明，展現的思慮與言行跟年齡不成正比。很尊敬父親跟兄長，正義感強。
席德博士（聲：大塚周夫）
58歲。亞凱迪亞帝國兵器研發機構—德拉克羅研究所所長。人造破魔石的創始人。常常自言自語。
加布拉斯（Judge Magister Gabranth，聲：大塚明夫）
36歲。巴修的弟弟，殺害達馬斯卡國王的真兇，忠心於古拉米斯皇帝，也是皇帝派來監視維因的審判長。跟巴修原為蘭地斯共和國的人民，當共和國被帝國消滅後，巴修投靠了達馬斯卡王國，而加布拉斯則選擇留在帝國效命，對帝國十分忠心。
哈倫·翁德爾四世（Marquis Halim Ondore IV，聲：野島昭生）
空中都市比威巴（ビュエルバ）的侯爵，為空中都市以中立國自居，在世界各地都相當具有名望。在達馬斯卡戰爭爆發後，為了負責戰後調停的工作，向世界宣布達馬斯卡的國王與公主皆已死亡，以及巴修被處死的消息。事實上卻一直暗中資助著解放軍，是個眼光十分深遠的人物。
亞希德·瑪加拉斯（Al-Cid Margrace，聲：若本規夫）
羅札利亞帝國（ロザリア帝国）的王子。與拉薩約定，要讓艾雪繼承王位，宣告達馬斯卡復國，並且訴求與帝國友好，讓解放軍無法行動，阻止亞凱迪亞帝國與羅札利亞帝國發生戰爭。
貝爾加（Judge Magister Bergan，聲：秋元羊介）
33歲男性。亞凱迪亞帝國審判長。
朵蕾絲（Judge Magister Drace，聲：沢海陽子）
33歲女性。亞凱迪亞帝國審判長。
基斯（Judge Magister Ghis，聲：大林隆介）
41歲男性。亞凱迪亞帝國審判長。
薩迦巴斯（Judge Magister Zargabaath，聲：大友龍三郎）
39歲男性。亞凱迪亞帝國審判長。